# Orthocladius tamarutilus
Orthocladius tamarutilus är en tvåvingeart som beskrevs av Sasa 1981. Orthocladius tamarutilus ingår i släktet Orthocladius och familjen fjädermyggor. Inga underarter finns listade i Catalogue of Life.